# FADO
FADO (False and Authentic Documents Online) est une base de données en ligne mise en place pour aider à lutter contre l'immigration clandestine et le crime organisé. Elle a été créée par une action commune du Conseil de l'Union européenne promulguée en 1998.

## Contexte
Face à l'apparition de faux documents sophistiqués  et à l'évolution permanente des documents authentiques, une mise à jour permanente de la documentation relative aux caractéristiques de ces documents est nécessaire.
Un système informatisé à accès restreint recensant ces caractéristiques a donc été mis en place, permettant un échange d'informations rapide et sécurisé entre le Secrétariat général du Conseil de l'Union européenne et les experts documentaires des États membres de l'Union européenne, de l'Islande, de la Norvège et de la Suisse.

## Contenu de la base de données
La base de données FADO comprend les données suivantes :
- images de documents authentiques
- informations sur les dispositifs et techniques de sécurité
- informations sur les techniques de contrefaçons les plus courantes
- images de documents contrefaits et de faux typiques
- statistiques sur la détection des documents contrefaits
- statistiques sur l'usurpation d'identité dans l'UE

FADO est actuellement[Quand ?] accessible pour les experts de 31 États participants et partenaires : tous les états membres de l'Union européenne (UE), l'Islande, la Norvège, et la Suisse.
Une partie des informations partagées dans le système FADO, dont l'accès est restreint, est accessible publiquement via le portail web du Registre public en ligne de documents authentiques d'identité et de voyage (PRADO)  qui est géré par le Conseil de l'Union européenne.
Les descriptions de documents dans FADO sont disponibles dans les 24 langues officielles de l'Union européenne. Les experts de chaque pays insèrent dans la base des informations normalisées dans n'importe laquelle des langues supportées, et une traduction automatique assure une mise à jour et une disponibilité immédiate dans toutes les autres langues. Un champ supplémentaire, contenant du texte libre, est traduit ultérieurement par des linguistes spécialisés du secrétariat général du Conseil.